# Jungheidsiedlung
Jungheidsiedlung ist ein Wohnplatz auf der Gemarkung der Wertheimer Ortschaft Reicholzheim im Main-Tauber-Kreis in Baden-Württemberg.

## Geographie
Die Jungheidsiedlung befindet sich etwa 1,5 Kilometer östlich der Wertheimer Ortschaft Reicholzheim. Die Gemarkung wird vom Erbswiesengraben über den Steppbachsgraben zur Tauber entwässert.

## Geschichte
Der Wohnplatz kam als Teil der ehemals selbständigen Gemeinde Reicholzheim am 1. Januar 1975 zur Stadt Wertheim.

## Kulturdenkmale
Kulturdenkmale in der Nähe des Wohnplatzes sind in der Liste der Kulturdenkmale in Wertheim verzeichnet.

## Verkehr
Der Wohnplatz ist über eine in der Wertheimer Ortschaft Reicholzheim abzweigende Straße zu erreichen.